# Grottenanolis
De grottenanolis (Anolis lucius) is een hagedis uit de familie anolissen (Dactyloidae).

## Naam en indeling
De wetenschappelijke naam van de soort werd voor het eerst voorgesteld door Duméril & Bibron in 1837. Later werd de wetenschappelijke naam Dactyloa lucius gebruikt. 

## Uiterlijke kenmerken
Mannetjes bereiken een lichaamslengte van ongeveer 18 centimeter (kopromp-lengte 6,6 cm) en vrouwtjes een lichaamslengte van ongeveer 12 centimeter (kopromplengte 4,2 cm). Mannetjes kunnen bij bedreiging een huidkam opzetten op de nek en de rug. De lichaamskleur is bruin tot grijs met een onregelmatige, marmerachtige tekening.

## Levenswijze
De vrouwtjes zetten eieren af die ze vasthechten tussen stenen en plantenwortels. De eieren zijn kleverig waardoor ze goed vastzitten. De grottenanolis is vooral in de ochtend en de namiddag actief.

## Verspreiding en habitat
De soort is komt voor in de Caraïben en leeft endemisch op Cuba. 
De habitat bestaat uit vochtige tropische en subtropische bossen, de anolis prefereert beschaduwde gebieden zoals grotten of de dichte begroeiing van planten. 